# Chacales

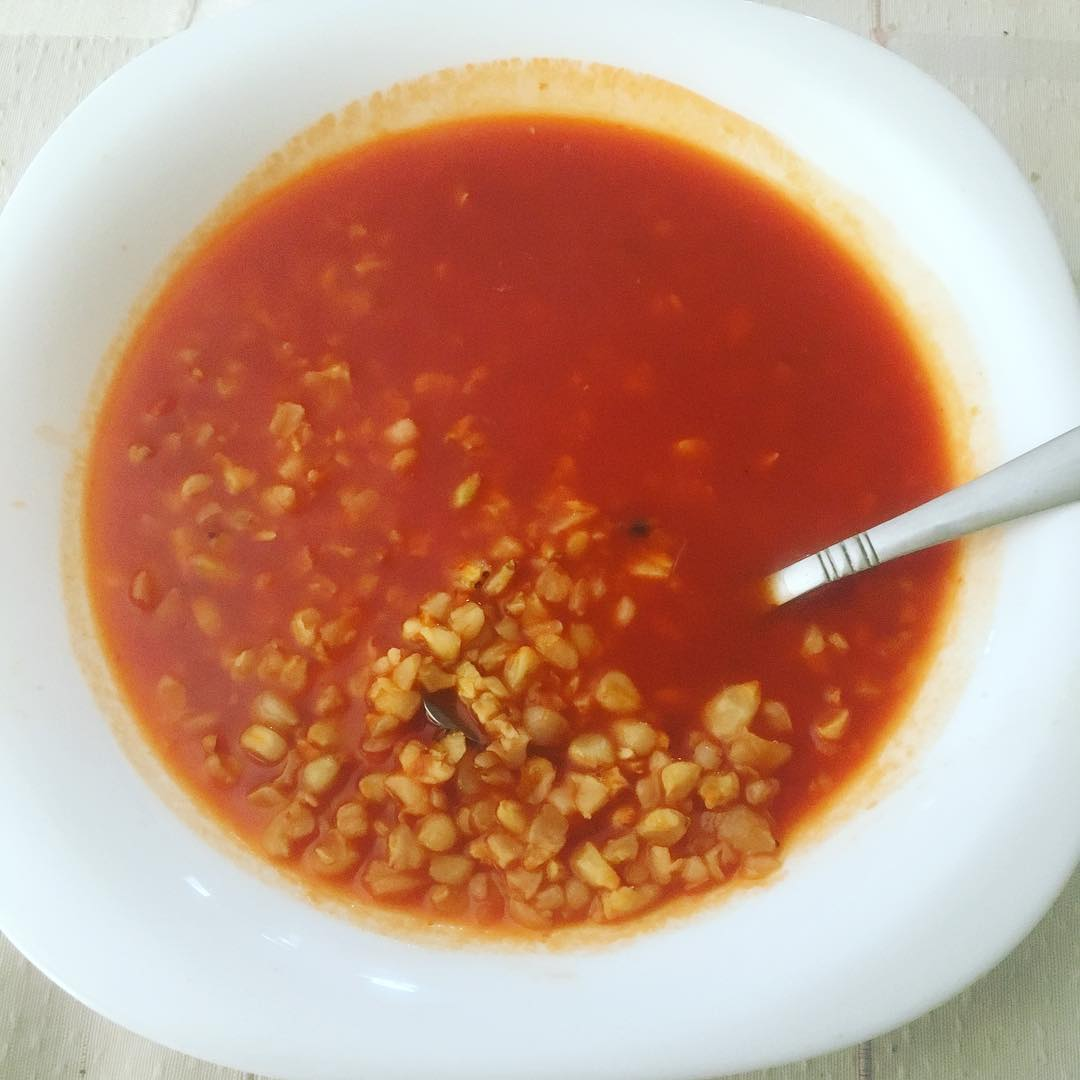
Tradicional preparación de los chuales.

Los chacales, chicales o chuales son una preparación culinaria de la gastronomía mexicana, de origen rarámuri. Consiste en maíz que ha sido cocido y posteriormente secado por varios días. Gracias a esto, el maíz alarga su vida útil, por lo menos, dos años. El término se refiere tanto a esta técnica de secado del elote como al guiso que se cocina con él.
Este método de conservación permite consumir maíz todo el año, tanto en la estación lluviosa (cuando se cultiva el maíz) como la seca. De hecho, es un platillo típico de la cuaresma. Tiene su origen en los rarámuris o tarahumaras, un pueblo indígena del norte de México. Por ello es típico encontrarlo en Chihuahua y Sonora y el sur de nuevo León.

## Terminología
Según el Diccionario enciclopédico de la Gastronomía Mexicana de Larousse, en Chihuahua se le denominan «chacales», en Zacatecas «chacuales», en Michoacán y Coahuila «chicales» y en Durango, «chuales».

## Preparación

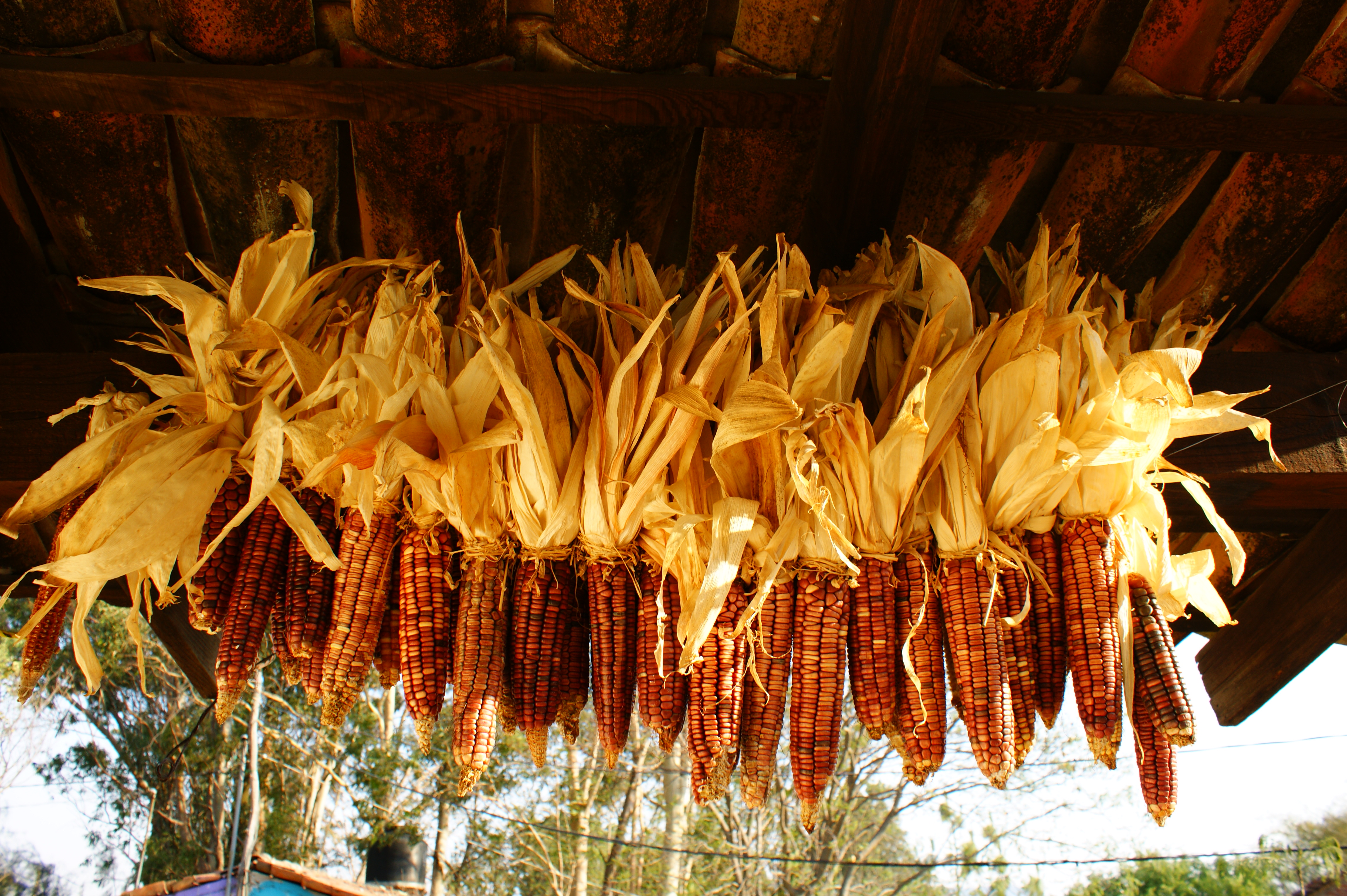
Secado tradicional del maíz

Tradicionalmente, los rarámuris seleccionan las mazorcas más tiernas, las limpian, las dehojan y despelan, y las cuecen. Luego las amarran con hilo y las tienden por una semana para que se deshidraten. Una vez secas, se «chocan» o frotan las mazorcas, unas contra otras, para desgranarlas. Tarda menos días en secarse si se desgrana primero. Finalmente se muelen los granos ligeramente en el metate, tratando de quitarles la cáscara, pero sin llegar a hacerlos polvo. La cáscara molida la retiran filtrando el producto final en colador.
Cuando se vayan a cocinar, los chacales se deben dejar en agua desde la noche antes, así se rehidratan y suavizan. Típicamente se guisan con jitomate, ajo, chile colorado y camarones secos.